# 鉄道事業法
鉄道事業法（てつどうじぎょうほう、昭和61年12月4日法律第92号）は、鉄道事業および索道事業等の運営に関する日本の法律である。
1986年（昭和61年）12月4日に公布された。日本国有鉄道の分割民営化に伴い、従前の日本国有鉄道法・地方鉄道法・索道規則に代わって制定された日本の鉄道事業を一元的に規定する法律である。国土交通省（旧・運輸省）鉄道局鉄道事業課が所管する。
本法に規定される「鉄道事業」とは、2本レールの構造を持つ普通の鉄道・モノレール・案内軌条式鉄道・トロリーバス・ケーブルカー・リニアモーターカーなどを経営する事業であり、「索道事業」とはロープウェーやスキーリフトを経営する事業である。
また、専用鉄道とは工場への引込み線などのように自分専用の鉄道で、鉄道事業用線路に接続しているものを言う。いわゆる路面電車は、鉄道事業法ではなく軌道法が管轄する。
原則的に道路に敷設してはならないのが鉄道（本法61条）で、道路に敷設しなければならないのが軌道（軌道法2条）である。

## 鉄道事業の種類

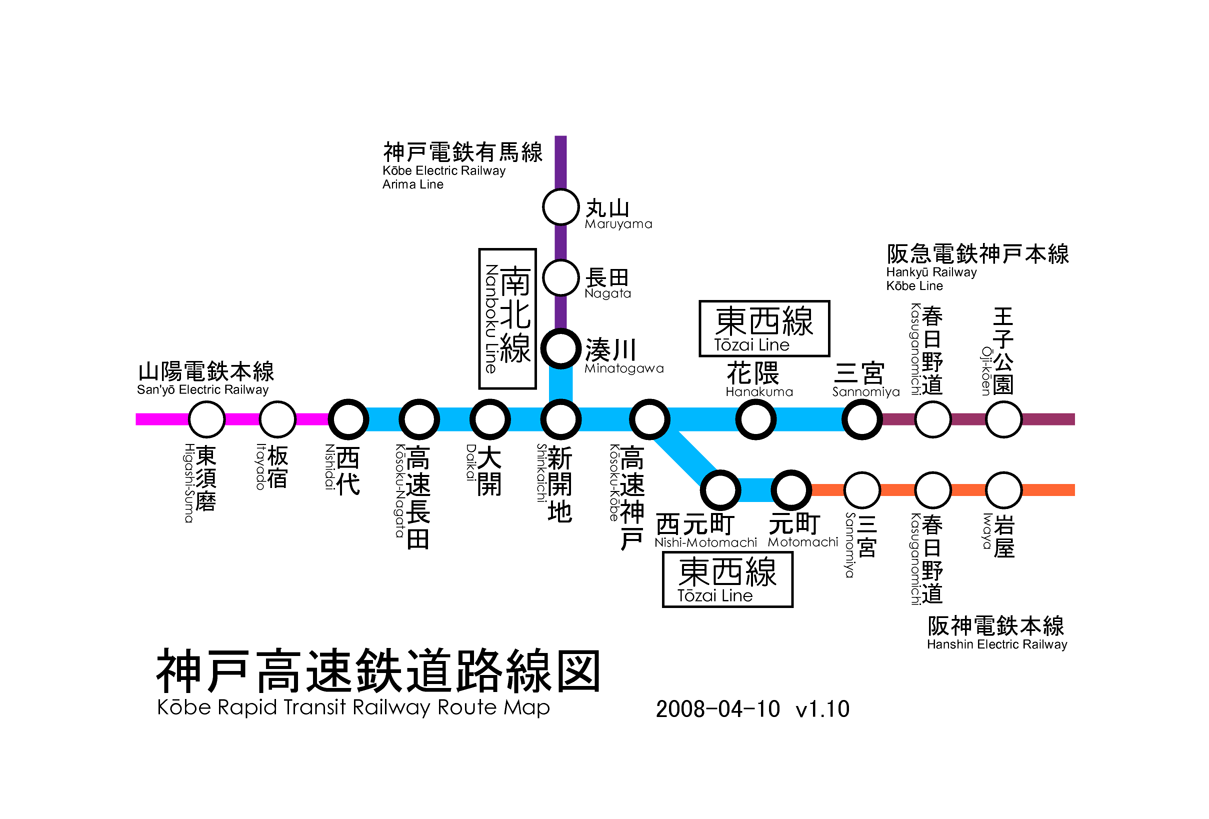
神戸高速鉄道線は一部区間で第2種許可区間が重複する。

鉄道事業は、その経営方法により3種類に分けられ、それぞれの種別に応じた鉄道事業許可が必要である。
第1種鉄道事業
自らの鉄道施設を使用して運送を行う事業。通常の鉄道事業である。
第2種鉄道事業
他者（第1種又は第3種）の鉄道施設を借用して運送を行う事業。
直通運転は車両の貸し借りを行っているだけなので、第2種鉄道事業ではない。
- 日本貨物鉄道（JR旅客各社線などを使用）、青い森鉄道（青森県が第3種）など。

第3種鉄道事業
第1種鉄道事業者に譲渡する目的で鉄道施設を建設する事業及び第2種鉄道事業者に貸付ける目的で鉄道施設を建設・整備する事業。後者は、鉄道施設を建設後に第2種鉄道事業者に貸付けている鉄道施設を保守・整備して管理にあたる。
- 神戸高速鉄道（第2種は阪神電気鉄道・阪急電鉄・神戸電鉄）、千葉ニュータウン鉄道（第2種は北総鉄道・京成電鉄）、青森県（第2種は青い森鉄道・日本貨物鉄道）など。

なお、鉄道建設・運輸施設整備支援機構（旧日本鉄道建設公団）及び日本高速道路保有・債務返済機構（旧本州四国連絡橋公団）が行う第3種鉄道事業に該当する業務は、本法の適用がなく、これらから直接借り受け、他人の需要に応じ、鉄道による旅客又は貨物の運送を行う事業については第1種鉄道事業となる（第59条）。

## 軌道法との関係
先述のとおり、原則的に道路に敷設してはならないのが鉄道（本法61条1項）で、道路に敷設しなければならないのが軌道（軌道法2条）である。もっとも、鉄道を道路に敷設することも、軌道を道路以外に敷設することも、国土交通大臣の許可を受ければ行うことが出来る（それぞれ、法61条1項但書、軌道法2条中「特別ノ事由アル場合ヲ除クノ外」）。
先述のとおり、鉄道は所有と運営の分離を前提とした制度を置いているが、軌道法は事業主体の規定を欠くため、上下一体の事業形態となる。ただし、地域公共交通の活性化及び再生に関する法律10条2項の規定によれば、LRTの整備について上下分離が可能である（具体例として富山市と富山地方鉄道、宇都宮市及び芳賀町と宇都宮ライトレール）。
その他、具体的な審査基準において軌道法が鉄道事業法を準用する場面が多くみられる（例えば、軌道法適用区間の運賃について通達に基づき鉄道事業法16条と同様の規定を置いている。また、軌道法26条を参照）。

## 構成
- 第一章 総則（1 - 2条）
- 第二章 鉄道事業（3 - 31条）
- 第三章 索道事業（32 - 38条）
- 第四章 専用鉄道（39 - 40条）
- 第五章 削除
- 第六章 雑則（54 - 66条）
- 第七章 罰則（67 - 76条）
- 附則